# Somalijski noj
Somalijski noj (lat. Struthio molybdophanes; sin: Struthio camelus molybdophanes) je velika ptica neletačica iz roda nojeva. Jedna od dvije priznate vrste, nekada smatrana podvrstom.

## Rasprostranjenost
Živi u istočnoj Africi od sjeveroistočne Etiopije, preko Somalije, do sjeveroistočne Kenije. Njegov raspon približno odgovara području zvanom Afrički rog.

## Opis
Iako je općenito sličan ostalim nojevima, koža vrata i bedra kod somalijskog noja je plavkasto-siva (umjesto ružičasta), a postaje svjetlo-plava kod mužjaka za vrijeme sezone parenja. Perje na repu je bijele boje. Ženka je ponešto veća od mužjaka, a na perju ima više smeđe boje nego kod drugih ženki nojeva.